# Chen Qiushi
Chen Qiushi (chin. 陈秋实，chin. trad. 陳秋實, Pinyin: Chén Qiūshí), geboren am 19. September 1985 in der Provinz Heilongjiang, Bezirk Da Xing’an Ling, ist ein chinesischer Anwalt und Bürgerjournalist. Seit Oktober 2019 veröffentlichte er auf YouTube selbständige Berichterstattungen über aktuelle gesellschaftspolitische Themen in China. Große Beachtung fanden seine Berichte aus Hongkong im Laufe der Demonstrationen im Herbst 2019 sowie seine Berichterstattung aus Wuhan beim Ausbruch der COVID-19-Pandemie Ende Januar 2020. Am 6. Februar 2020 wurde Chen in Wuhan festgenommen und an einem unbekannten Ort „unter polizeilicher Überwachung“ festgehalten. Am 30. September 2021 meldete sich Chen, zum ersten Mal seit seiner Festnahme, wieder über YouTube und Twitter in der Öffentlichkeit.

## Biografisches
Chen Qiushi studierte Rechtswissenschaften an der Universität Heilongjiang, die er 2007 abschloss. Anschließend zog er nach Peking, arbeitete in Film, Fernsehen und Medien und nahm in seiner Freizeit an Talkshows in Bars teil. Von Beijing Satellite TV wurde Chen Qiushi 2014 eingeladen, am TV-Contest Ich bin Redner (我是演说家) vor Publikum und einer Jury fünfminütige Reden zu halten und erreichte den 2. Rang. Aufgrund dieser Auszeichnung hielt Chen Qiushi 2015 Vorträge an verschiedenen Universitäten in China, darunter die Jilin University, Shenyang Jianzhu University und Jilin University of Finance and Economics.
Von 2015 bis Ende 2019 arbeitete Chen in der Anwaltskanzlei Longan (隆安律师事务所), wo er sich auf geistiges Eigentum, Arbeitsrecht und Streitbeilegung spezialisierte. 2016 erwarb er das chinesische Anwaltszertifikat.
Berufsbegleitend absolvierte er einen Masterstudiengang an der China University of Political Science and Law (中国政法大学) in Beijing.
Auf der chinesischen Mikroblogging-Plattform Weibo hatte Chen Qiushi vor der Löschung seines Kontos im Herbst 2019 rund 740.000 Follower. Am 5. Oktober 2019 begann er seine Kurzvideos auf YouTube zu posten. Als 2017 die Kommunistische Jugendliga Chinas der großen chinesischen Idolgruppe SNH48 den „4. Mai Outstanding Youth Award“ verlieh, äußerte Chen Qiushi in einem Video offene Kritik.

## Auftritte als Redner
Chen Qiushi nahm in seiner Freizeit gerne an Talkshows in Bars teil. Sein Rednertalent weckte das Interesse des Programmteams von Beijing Satellite TV, und er wurde zur Teilnahme an der Show „I Am a Speaker“ eingeladen. 2014 nahm Chen Qiushi an der ersten Staffel im Beijing Satellite TV teil und gewann den zweiten Platz. Zu seinen Beiträgen gehörten „Aufstieg einer Großmacht“, „Chinas Nordosten“ und „China als Rechtsstaat“, „Männer und Frauen in China“ und „Stil und Auftreten einer Großmacht“, „Die Macht der Sprache“. Im Jahr 2015 hielt Chen Qiushi Vorträge an zahlreichen Universitäten in China.

## Berichterstattung

### Demokratiebewegung in Hongkong
Nachdem Chen Qiushi 2019 von den Protesten in Hongkong gehört hatte, reiste er am 17. August als Privatperson nach Hongkong, um sich vor Ort zu informieren. Von dort aus veröffentlichte er Online-Videos über die Proteste gegen das Auslieferungsgesetz, die der offiziellen chinesischen Darstellung der Demonstranten als gewalttätige Randalierer widersprachen. Er beobachtete die Kundgebung von Millionen Menschen im Victoria Park und teilte auf der chinesischen Internetplattform Weibo mit, was er gesehen und gehört hatte, wobei er die Wichtigkeit betonte, beiden Seiten zuzuhören. Der geplante fünftägige Aufenthalt in Hongkong wurde am dritten Tag von chinesischen Sicherheitsagenten unterbrochen und er wurde aufgefordert, auf das Festland zurückzukehren.
Nach seiner Rückkehr wurde Chen Qiushi in China von verschiedenen Behörden kontaktiert, darunter das Ministerium für öffentliche Sicherheit, das Justizministerium sowie sein Arbeitgeber. Daraufhin wurde sein Weibo-Account mit 740.000 Followern gelöscht. Im Dezember wurde auch sein offizielles WeChat-Konto gelöscht. Im Oktober 2019 eröffnete er Konten auf den in China nicht frei zugänglichen Plattformen Twitter und YouTube, wo er fortfuhr, aktuelle Nachrichten und Kommentarvideos zu veröffentlichen. Er betonte die Wichtigkeit der freien Berichterstattung, da Redefreiheit ein Recht in der chinesischen Verfassung ist.

### Covid-19-Pandemie in Wuhan
Nach Ausbruch der COVID-19-Epidemie 2019/2020 wurden Wuhan und andere Städte der Provinz Hubei ab dem 23. Januar 2020 gesperrt. Chen Qiushi fuhr mit einem der letzten Züge nach Wuhan, um von dort aus als freier Bürgerreporter die aktuelle Lage zu dokumentieren: „ich sehe es als meine Verantwortung, die tatsächlichen Begebenheiten bei der Bekämpfung der Epidemie per Videoaufnahme zu dokumentieren und die Stimmen der Bevölkerung öffentlich hörbar zu machen.“ Als gelernter Jurist achtete er besonders auf eine unabhängige und neutrale Berichterstattung. In der Folge besuchte er verschiedene Krankenhäuser und interviewte Menschen vor Ort. Laut Chen waren die Krankenhäuser überlastet und es gab nicht genügend medizinische Versorgung. Seine Videos zeigen große Menschenmengen in den Krankenhäusern von Wuhan und lassen eine große Besorgnis durchblicken. Am 28. Februar fuhr Chen auf die Baustelle des in neu errichteten Huoshenshan-Krankenhauses, wo die Patienten kollektiv interniert werden sollten.
In einem Video vom 30. Januar 2020 berichtete er, dass er im Visier der Sicherheitsbehörden sei und dass diese bereits bei seinen Eltern vorgesprochen hätten, um ihn von seiner Berichterstattung abzuhalten. Dennoch fuhr er fort mit der Berichterstattung und lieferte täglich wichtige Einblicke in die aktuellsten Zustände der abgesperrten Stadt, in denen er auch über die Versorgung mit täglichem Bedarf, die Preislage und den allgemeinen Zustand der Stadtbevölkerung berichtete. Anfang Februar 2020 hatte Chen Qiushi bereits 433.000 Abonnenten auf YouTube und 246.000 Twitter-Follower.
Andere Privatpersonen taten es Chen nach und stellten ebenfalls Videos ins Internet, darunter ein Kleinhändler namens Fang Bin, der dokumentierte, wie ein Leichenwagen in kürzester Zeit acht Verstorbene abholte, sowie der junge Bürgerreporter Li Zehua alias Kcriss, der Gerüchten nachspürte, dass Krematorien heillos überlastet seien, und seine Erkundungen auf YouTube veröffentlichte. Beide wurden von den Sicherheitsbehörden verfolgt und festgenommen. Li Zehua kam am 16. April frei, Fang Bin ist bis heute unauffindbar.

### Überwachung und Festnahme 2020
Am Abend des 6. Februar 2020 fuhr Chen Qiushi zum neu erbauten Feldkrankenhaus Fangcang Hospital. Anschließend war er nicht mehr erreichbar, wie seine Mutter in einem Notruf-Video berichtete. Die Polizei von Qingdao, wo Chen Qiushi registriert ist, teilte seinen Familienmitgliedern anschließend mit, dass Chen am Nachmittag des 6. Februar von der Nationalen Sicherheitsagentur in Quarantäne gebracht worden sei. Die anfangs auf vierzehn Tage angesetzte „Quarantäne“ wurde auf einen Monat verlängert und schließlich in einen „Aufenthalt unter Polizeigewahrsam“ umbenannt. Während dieser Zeit wurden seine journalistischen Tätigkeiten in Hongkong und Wuhan auf mögliche Straftaten untersucht. Am 22. September 2020 berichtete sein Freund Xu Xiaodong, dass Chen Qiushi nicht an Covid erkrankt sei und dass er sich an einem unbekannten Ort weiterhin unter polizeilicher Aufsicht aufhalte. Außerdem seien alle seine Aktivitäten untersucht worden, und es sei ihm keine Straftat anzulasten. Zurzeit lebt Chen Qiushi unter strengen Auflagen bei seinen Eltern in Qingdao. Gemäß Xu Xiaodong hat er Zugang zum Internet und kann sich in einem festgelegten Radius frei bewegen. Der Kontakt zur Außenwelt ist ihm jedoch weiterhin untersagt.

### Freilassung 2021
Über 600 Tagen nach seiner Verhaftung meldete sich Chen am 30. September 2021 mit einer geschriebenen Nachricht über Twitter wieder der Öffentlichkeit. Gleichzeitig kündigte er seine neuen Kanäle in den sozialen Medien an. Noch am selben Tag wurde sein neu angelegter Douyin-Account, die chinesische Version der Plattform TikTok, durch Douyin gelöscht. Der MMA Sportler und persönliche Freund Chens, Xu Xiaodong bestätigte die Authentizität der Nachricht. Kurz darauf war Chen in einem von Xus Video Videos auf YouTube zu sehen. Über seine Internierung teilte er mit, dass es „vieles gäbe, was er nicht besprechen kann“.